# Дроздов, Анатолий Илларионович
Анатолий Илларионович Дроздов (1924—2008) — советский и украинский хозяйственник, общественный и колхозный деятель. Участник боевых действий.

## Биография
Родился Анатолий Дроздов в Хмельницкой области 25 августа 1924 года.
Участвовал в Великой Отечественной войны, получил боевые награды.
Член КПСС. Занимался преподавательской деятельностью. Возглавлял трудовые коллективы колхозов «Россия» (с. Белоусовка), «Маяк» (с. Вашковцы), «Ленинским путём» (с. Коболчин), все — Сокирянский район, Черновицкая область. Долгое время был председателем Сокирянского районного исполкома, начальником Сокирянского районного управления сельского хозяйства. Был депутатом сельских советов с. Белоусовка, Вашковцы, Западинцы; членом Сокирянского райкома Коммунистической партии Украины; депутатом Сокирянского районного совета депутатов трудящихся. В последние годы возглавлял коллектив колхоза в с. Западинцы (Красиловский район), Хмельницкая область.
Награждён Орденом Ленина (1958), Орденом «Знак Почёта» (1965), Орденом Трудового Красного Знамени (1979), Орденом Красного Знамени, медалью «За победу над Германией в Великой Отечественной войне 1941—1945 гг.» и медалью «Двадцать лет победы в Великой Отечественной войне 1941—1945 гг.».
Умер А. И. Дроздов в 2008 году.